# 伊藤由美子 (アナウンサー)
伊藤 由美子（いとう ゆみこ）は、元テレビ静岡のアナウンサー。
埼玉県所沢市出身。法政大学卒業。

## アナウンサー時代の担当番組
- FNNテレビ静岡ザ・ヒューマン
- FNNテレビ静岡スーパーニュース
- HOT 6 GOGO
- BANG! グミグミ
- チョッと！いいタイム